# Boullé (Kalsaka)
Pour les articles homonymes, voir Boullé et Boulé.
Boullé, également orthographié Boulé, est une localité située dans le département de Kalsaka de la province du Yatenga dans la région Nord au Burkina Faso.

## Santé et éducation
Le centre de soins le plus proche de Boullé est le centre de santé et de promotion sociale (CSPS) de Kalsaka tandis que le centre médical avec antenne chirurgicale (CMA) de la province se trouve à Séguénéga.